# Кляшторне-Моджеве (заповедник)
Кляшто́рне-Модже́ве (Кляшторне-Моджеве около Домбру́вки-Косце́льной; пол. Rezerwat przyrody Klasztorne Modrzewie koło Dąbrówki Kościelnej ) — заповедник в Польше в ландшафтном парке «Пуща-Зелёнка» на территории гмины Мурована-Гослина Познанского повята Великопольского воеводства, Польша.

## История
Заповедник был создан 14 сентября 1962 году решением польского Министерства лесного хозяйства и деревообрабатывающей промышленности для сохранения старейшего в Великой Польше хвойного древостоя, состоящего из лиственниц и сосны с участками дуба и бука. Заповедник занимает площадь размером 6,2 гектаров.
Средняя высота хвойных деревьев составляет 37 метров и толщина — 56 см. На втором этаже произрастают лиственные деревья, возраст которых датируется около 130 лет.
Девять лиственниц имеют статус памятника природы.
Администрация заповедника находится в лесничестве «Думбрувка» около села Думбрувка-Косцельна.

## Туризм
Через заповедник проходят туристические маршруты. Пеший маршрут проходит по Беднарскому тракту через села Зелёнка или Тучно. Другой маршрут на лошадях начинается в селе Глембочек или в селе Стеншевко.